# Perényi Imre (nádor)

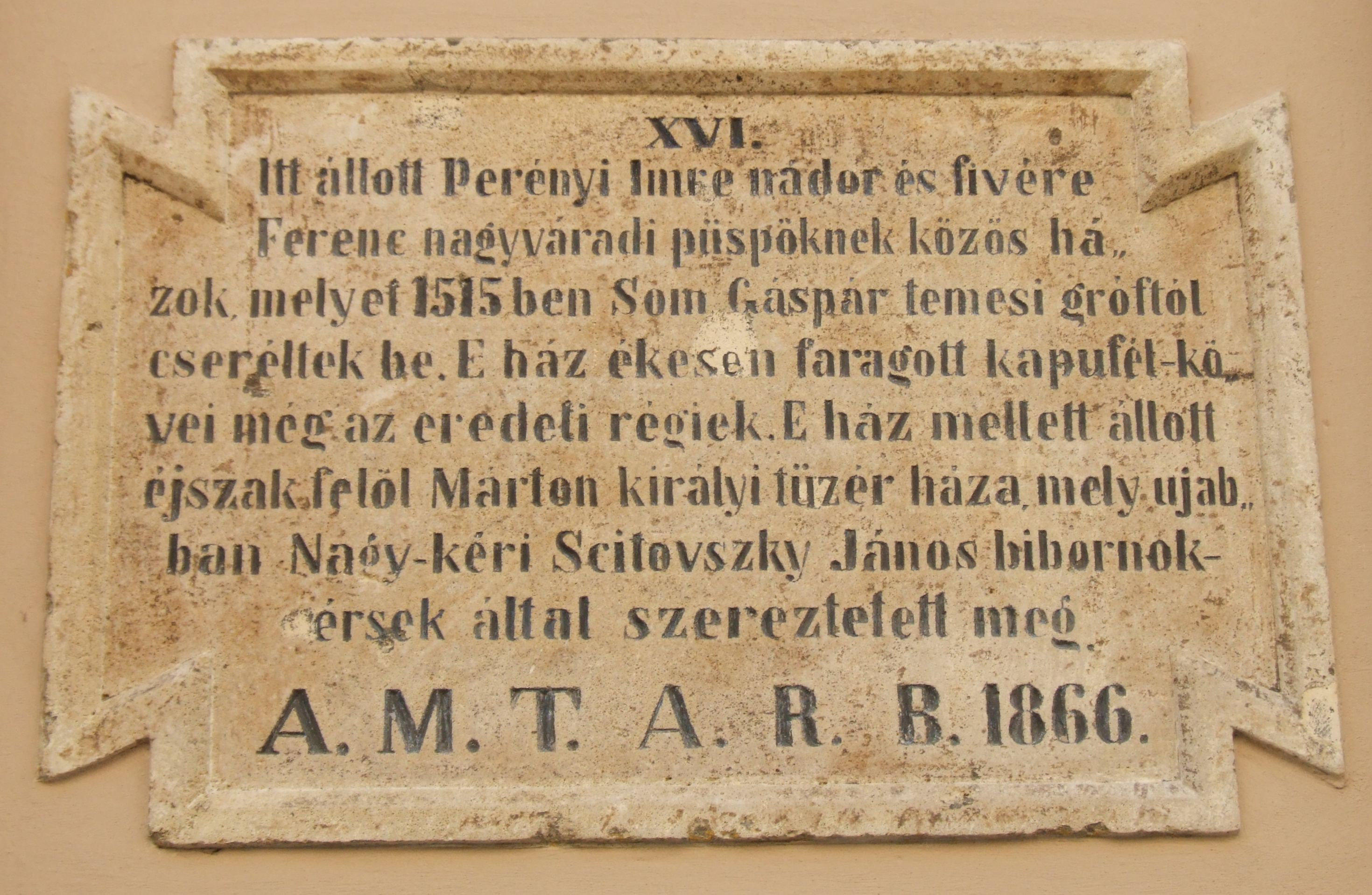
Emléktábla Perényi Imre egykori házán

Perényi (III.) Imre (? – ?, 1519. február 5., latinosan Emericus Perenius) a Magyar Királyság nádora – Geréb Pétert követve – 1504 és 1519 között.

## Élete
Apja Perényi István tárnokmester, anyja Újlaki Orsolya, Újlaki Miklós macsói bán, erdélyi vajda és bosnyák király leánya. Első felesége Báthori Magdolna, tőle született fiai a Mohácsnál elesett Perényi Ferenc váradi püspök és az 1526 után nagy szerepet játszó Perényi Péter. Második felesége Geréb Péter nádor özvegye, Kanizsai Dorottya, aki Imre halála után az árván maradt, nagykorúsághoz közelítő gyermekek nevelőanyja lett.
Nagyapja, Perényi János zempléni ispán az I. Ulászlót megválasztó és az országba hívó főnemesek között volt. Apja, István tárnokmester ugyan közeledett a Hunyadiakhoz, de 1471-ben I. Mátyás ellen fordult és Kázmér lengyel herceget támogatta. Mátyás ezért birtokvesztésre ítélte, de az elkobozott birtokokat még ő visszaadta Imrének. 1498-tól II. Ulászló főasztalnokmestere.
1502-ben Candale-i Anna fogadására II. Ulászló főúri delegációt küldött a határra, amelynek vezetője volt. A királyné a továbbiakban is támogatta őt, valószínűleg jó benyomást tett rá. 1504-ben a királyné és Szatmári György kancellár segítségével nádor lett, mely funkciójában az úgynevezett „udvari párt” egyik vezetője. Ugyanebben az évben – jó egy éven keresztül – jegyese volt Jagelló Annának Ulászló óhajából. Az 1505-ös országgyűlésen ellenezte az idegen uralkodók választását eltiltó határozatot, a rákosi végzést, bár később politikai megfontolásból aláírta. 1506-ban a királyné koraszülés következtében elhunyt, II. Ulászló kedélybeteggé vált, és az elhanyagolt kormányzati feladatokat nagyrészt Szatmáry és Perényi végezték el. Ekkor kapja Füzér várát és tartozékait a királytól. 1509-ben teljhatalmú kormányzó a király távollétében. A Szapolyai János köré szerveződő köznemesi ellenállást ez időben sikerrel tompította.
1512-től két évig viselte a horvát báni címet, Beriszló Péterrel együtt. 1513-ban Szapolyai Jánossal együtt országos főkapitánnyá választották. 1514-ben jelentős szerepe lehetett abban, hogy a király és az országgyűlés által egyaránt elfogadott, Werbőczy István által szerkesztett Tripartitum kihirdetés híján nem vált országos törvénnyé.
1515-ben jelentős szerepet játszott az Ulászló és Miksa császár között korábban létrejött örökösödési szerződés második módosításában.[forrás?] Ezért Ulászlótól birtokadományokat – köztük a Corvin Jánostól visszavett Siklós várát – Miksától 1517-ben birodalmi hercegi címet kapott. Igaz, hogy ezt a címet sem ő, sem családja későbbi tagjai nem viselték, a birtokadományokat pedig egyes történészek szerint azért kapta, mert a szerződés titkos pontjai ellen szólalt fel az országgyűlésben. Sőt, Siklóst eredetileg a főispáni tisztséggel megbízott Frangepán Beatrix és férje, Brandenburgi György kapták. Beatrix ellen azonban csaknem felkelés tört ki. Siklósi várnagyukat, bajnai Both Andrást Perényi Imre felszólította a vár átadására, majd 1507-ben fegyverrel vonult Siklós ellen. Egy 1523-as oklevél így mondja el:
„nagy seregeket és emberek csapatait felszerelve és egybeolvasztva, magával hozva nagyobb és kisebb ágyúkat, valamint más hadigépeket és hadiszereket, a néhai nagyságos Bajnai Both András egykori Dalmácia, Horvátország és Szlavónia bánja… Baranya vármegyében fekvő Soklyos nevű várát ostromgyűrűvel övezte és addig ostromoltatta, amíg erőszakos és vakmerő kézzel feladásra nem kényszerítette.”
1512-ben Perényi is csatlakozott a Brandenburgi György birtokait megvásárolni szándékozó főurakhoz. György azonban végül – elhatározásával ellentétben – nem távozott az országból. Az 1514-es Dózsa György-féle parasztfelkelés idején Perényi a saját csapataival Siklóson tartózkodott, ahová sok nemes menekült. Az itt gyülekező nemesség szándéka szerint a nádort állította volna a felkelők elleni hadjárat élére, azonban az öregedő és köszvényes, csaknem mozdulni sem tudó hadúr már nem volt alkalmas erre a feladatra. 1515-től a tihanyi bencés apátság kegyúri jogait is megszerezte.
II. Ulászló 1516-ban meghalt, ekkor tagja lett az „országtanácsnak”, amely régensként kormányozta a Magyar Királyságot II. Lajos kiskorúsága idején. Valószínűleg az ő közbenjárására lett „keresztfia”, Fortunatus Imre, a kikeresztelkedett spanyolországi zsidó menekült II. Lajos államkincstárnoka.
Egyike azoknak, akik az 1518-as országgyűlési határozatnak megfelelően a zálogba vett királyi birtokokat – ellenszolgáltatás fejében – visszaadták. Ezek Terebes, Szeged, Kis-Szeben és Eperjes. 1519-es halála jelentősen megkönnyítette Szapolyai útját a trón felé, az egyik utolsó nagy akadály hárult el az útból. Szapolyai és hívei – jórészt a köznemesség – a rákosi országgyűlésen Szapolyait kívánták a régens–kormányzói posztra. Az „udvari párt” akadályozta ezt meg, de a budai várból ágyúlövéseket kellett leadni a lázongó köznemesség megfékezésére. Szapolyait kárpótlásul Perényi Imre mellé koronaőrré választották. A nádor halála után a nádori méltóságot is Szapolyainak akarták adni, az „udvari párt” irányítása alatt álló országtanács többsége azonban Báthori Istvánt nevezte ki. Báthori ugyan fiatalabb korában fegyvertársa volt Szapolyainak, de erre az időre már vetélytársakká váltak.
Halála után fiai, Péter és Ferenc kölcsönös örökösödési szerződést kötöttek az ecsedi Báthori István nádorral és Báthory (III.) Andrással.